# Illumination
 (транскр.  Илуминејшон), или једноставно Illumination Entertainment, амерички је анимацијски студио који је основао Крис Меледандри 2007. Illumination је у власништву Крис Меледандрија, а бренд Илуминејшон је у сувласништву Universal Pictures, дивизије своје подружнице NBCUniversal у потпуном власништву. Меледандри продукује филмове, док Јуниверсал финансира и дистрибуира све њихове филмове. Студио је одговоран за франшизе Грозан ја, Тајне авантуре кућних љубимаца и Певајмо и филмске адаптације Др. Сеусове књиге Лоракс и Како је Гринч украо Божић. Малци, ликови из серије Грозан ја, маскоте су студија.
Илуминејшон је произвео 11 дугометражних филмова, а његово последње издање је Певајмо 2, са просечном зарадом од 695,4 милиона долара по филму. Филмови с највећом зарадом у студију су Малци, који је зарадио 1,159 милијарди долара широм света, Грозан ја 3, 1,034 милијарде долара и Грозан ја 2, 970,8 милиона долара. Сва три су међу 50 филмова са највећом зарадом свих времена, а шест њихових филмова међу 50 анимираних филмова са највећом зарадом.

## Франшизе
| Назив                          | Филм | Датум изласка |
| ------------------------------ | ---- | ------------- |
| Грозан ја                      | 6    | 2010–данас    |
| Тајне авантуре кућних љубимаца | 2    | 2016–данас    |
| Певајмо                        | 2    | 2016–данас    |

## Филмографија
| #           | Филм                             | Датум изласка      | Дистрибутер/копродукција са | Анимацијским услугама |
| ----------- | -------------------------------- | ------------------ | --------------------------- | --------------------- |
| 1           | Грозан ја                        | 9. јул 2010.       |                             |                       |
| 2           | Ускршњи зека                     | 1. април 2011.     |                             |                       |
| 3           | Лоракс                           | 2. март 2012.      |                             |                       |
| 4           | Грозан ја 2                      | 3. јул 2013.       |                             |                       |
| 5           | Малци                            | 10. јул 2015.      |                             |                       |
| 6           | Тајне авантуре кућних љубимаца   | 8. јул 2016.       |                             |                       |
| 7           | Певајмо                          | 21. децембар 2016. |                             |                       |
| 8           | Грозан ја 3                      | 30. јун 2017.      |                             |                       |
| 9           | Гринч                            | 9. новембар 2018.  |                             |                       |
| 10          | Тајне авантуре кућних љубимаца 2 | 7. јун 2019.       |                             |                       |
| 11          | Певајмо 2                        | 22. децембар 2021. |                             |                       |
| 12          | Малци 2: Груов почетак           | 1. јул 2022.       |                             |                       |
| Предстојећи |                                  |                    |                             |                       |
| 13          | Супер Марио браћа: Филм          | 5. април 2023.     |                             | Illumination Mac Guff |
| 14          | Пачија посла                     | 22. децембар 2023. |                             | Illumination Mac Guff |
| 15          | Грозан ја 4                      | 3. јул 2024.       |                             | Illumination Mac Guff |